# Bombus citrinus
Bombus citrinus (saknar svenskt namn) är en insekt i överfamiljen bin (Apoidea) och släktet humlor (Bombus) som lever i Nordamerika.  Den är en snylthumla som saknar arbetare.

## Beskrivning
Honan har ett svart huvud med gulhårig hjässa. Mellankroppens översida är gul med några svarta hår mittpå; undersidan är svarthårig. Bakkroppen är vanligen helt svart, med mycket kort päls. Den tredje tergiten kan dock vara gulhårig. Även hanen har svart huvud, med några gula hår baktill. Mellankroppen är gul, med partiet kring vingarna svart. De tre främre tergiterna är gula, den andra kan dock ha inblandning av svarta hår på sidorna, eventuellt ha helt svarta sidor. Den fjärde kan vara helt gul, ha inblandning av svarta hår, eller vara helt svart. Övriga tergiter är helt svarta, dock med längre päls än hos honan. Honan är 17 till 21 mm lång, hanen 13 till 15 mm.

## Ekologi
Honan är aktiv från april till september, hanen från juni till september. Arten besöker bland annat korgblommiga växter (som astrar, tistelsläktet, flocklar, rosenstavssläktet och gullrissläktet), grobladsväxter (som veronikasläktet), kransblommiga växter (som Pycnanthemum och  Blephilia), rosväxter (som hallonsläktet), oleanderväxter (som sidenörter) samt verbenaväxter (som verbenor).
Hanarna är, som hanarna från många andra humlearter, så kallade patrullerare, de flyger runt längst bestämda banor och avsätter feromoner på objekt längs rutten för att locka till sig parningsvilliga unghonor.
Arten är en snylthumla, den saknar arbetare, utan tar över ett annat humlesamhälle, dödar eller undertrycker den existerande drottningen, och tvingar värdarbetarna att uppföda dess egen avkomma. Värdhumlor brukar vara arterna Bombus bimaculatus, Bombus impatiens och Bombus vagans.

## Utbredning
Utbredningsområdet omfattar sydöstra Kanada och angränsande delar av nordöstra USA från sydligaste Manitoba, North Dakota och Minnesota i nordväst, till New England i nordost, och söderöver i en triangelformation med avslutningen i östra Tennessee, västra North Carolina, och själva spetsen förlagd till Georgia med hörnen i nordostligaste Alabama respektive norra South Carolina.